# Humilladero (kommun)
Humilladero är en kommun i Spanien.   Den ligger i provinsen Provincia de Málaga och regionen Andalusien, i den södra delen av landet, 400 km söder om huvudstaden Madrid. Antalet invånare är 3 383. Arean är 35 kvadratkilometer.
Terrängen i Humilladero är platt åt sydväst, men åt nordost är den kuperad.